# Zernyia granataria
Zernyia granataria là một loài bướm đêm trong họ Geometridae.